# Giacomo Fornoni
Giacomo Fornoni (Gromo, Bèrgam, 26 de desembre de 1939 - Rogeno, 26 de setembre de 2016) va ser un ciclista italià que fou professional entre 1961 i 1969.
El 1960, com a amateur, va prendre part en els Jocs Olímpics de Roma, en què guanyà una medalla d'or en la contrarellotge per equips, junt a Antonio Bailetti, Livio Trapè i Ottavio Cogliati.
Com a professional els seus èxits foren més discrets i sols destaca la victòria al Trofeu Baracchi de 1964.

## Palmarès
- 1960
  -  Medalla d'or als Jocs Olímpics de Roma en contrarellotge per equips
- 1964
  - 1r al Trofeu Baracchi (amb Gianni Motta)
- 1968
  - Vencedor d'una etapa de la Cronostafetta

### Resultats al Tour de França
- 1963. Abandona (8a etapa)
- 1965. 90è de la classificació general
- 1966. Abandona (10a etapa)

### Resultats al Giro d'Itàlia
- 1962. Abandona
- 1963. 80è de la classificació general
- 1965. 51è de la classificació general
- 1966. 81è de la classificació general